# Tầng Hirnant
| Hệ/ Kỷ                                  | Thống/ Thế | Bậc/ Kỳ  | Tuổi (Ma) | Tuổi (Ma) |
| --------------------------------------- | ---------- | -------- | --------- | --------- |
| Silur                                   | Llandovery | Rhuddan  | trẻ hơn   | trẻ hơn   |
| Ordovic                                 | Trên/Muộn  | Hirnant  | 443.8     | 445.2     |
| Ordovic                                 | Trên/Muộn  | Katy     | 445.2     | 453.0     |
| Ordovic                                 | Trên/Muộn  | Sandby   | 453.0     | 458.4     |
| Ordovic                                 | Giữa       | Darriwil | 458.4     | 467.3     |
| Ordovic                                 | Giữa       | Đại Bình | 467.3     | 470.0     |
| Ordovic                                 | Dưới/Sớm   | Flo      | 470.0     | 477.7     |
| Ordovic                                 | Dưới/Sớm   | Tremadoc | 477.7     | 485.4     |
| Cambri                                  | Phù Dung   | Tầng 10  | già hơn   | già hơn   |
| Phân chia Kỷ Ordovic theo ICS năm 2017. |            |          |           |           |

Tầng Hirnant trong thời địa tầng học là bậc (tầng động vật) thứ bảy và cuối cùng được công nhận trên phương diện quốc tế của hệ Ordovic trong giới Cổ sinh. Khoảng thời gian của nó ngắn, chỉ chừng 1,9 triệu năm, từ 445,6 ± 1,5 tới 443,7 ± 1,5 triệu năm trước (Ma). Phần đầu của tầng Hirnant có đặc trưng là khí hậu lạnh với nhiệt độ thấp và sự băng hà hóa cao, mực nước biển rút xuống mạnh. Ở đoạn sau của tầng Hirnant, nhiệt độ tăng lên, các sông băng tan chảy và mực nước biển trở về tới mức hoặc cao hơn một chút so với mức nó từng có trước khi diễn ra sự băng hà hóa.
Phần lớn các nhà khoa học tin rằng sự dao động về khí hậu này đã gây ra sự kiện tuyệt chủng lớn, diễn ra trong thời gian này. Trên thực tế, sự tuyệt chủng hàng loạt thời gian thuộc tầng Hirnant (còn biết đến như là thời kỳ kết thúc kỷ Ordovic hay ranh giới Ordovic-Silur) là sự kiện tuyệt chủng lớn thứ hai trong lịch sử địa chất. Khoảng 85% các loài sinh vật biển đã chết. Chỉ có sự kiện tuyệt chủng hàng loạt kết thúc kỷ Permi là lớn hơn. Tuy nhiên, không giống như các sự kiện tuyệt chủng nhỏ hơn, hậu quả dài hạn của sự kiện kết thúc kỷ Ordovic là tương đối nhỏ. Theo sau sự dao động khí hậu, nó lại trở về trạng thái trước đó của mình và các loài được phục hồi lại khá nhanh (trong khoảng 2-3 triệu năm) để tiến hóa thành các loài rất giống như các loài đã tồn tại trước đó.

## Lịch sử
Tầng Hirnant được đặt tên theo Cwm Hirnant gần Bala ở miền bắc Wales. Cwm Hirnant có nghĩa là "thung lũng của con suối dài" trong tiếng Wales.
Tầng này được B.B. Bancroft đề xuất năm 1933. Theo đề xuất của Bancroft, tầng Hirnant bao gồm thành hệ đá vôi Hirnant và các thành hệ trầm tích khác có liên quan. Các thành hệ này nằm trên đỉnh của khối trầm tích Ordovic, và chủ yếu là quần động vật bao gồm động vật tay cuộn (Brachiopoda), bọ ba thùy (Trilobita) cùng các động vật có "mai" hay vỏ cứng khác. Năm 1966, D. A. Bassett, Harry Blackmore Whittington và A. Williams, trong bài viết trên tạp chí của Hiệp hội địa chất London, đã đề xuất sự tinh chỉnh cho tầng Hirnant. Người ta mở rộng tầng này để bao gồm toàn bộ các thành hệ nê thạch Foel-y-Ddinas, trong đó đá vôi Hirnant chỉ là một phần. Sự mở rộng này làm cho tầng Hirnant có phạm vi giống như trạng thái ngày nay của nó.
Ủy ban Địa tầng Quốc tế (ICS) ban đầu phân chia Thượng Ordovic thành 2 tầng. Tuy nhiên, sau khi có những nghiên cứu đáng kể, người ta nhận thấy không tồn tại một đới động vật đơn nhất phù hợp với tầng thượng của sự phân chia này. Vì thế, năm 2003 ICS đã biểu quyết để bổ sung một tầng bổ sung cho thang niên đại quốc tế chính thức của mình. Nó được đặt tên là tầng Hirnant theo đề xuất ban đầu của Bancroft. IUGS vào năm 2006 đã phê chuẩn phẫu diện Vương Gia Loan (王家湾, Wangjiawan) Bắc làm GSSP chính thức cho tầng Hirnant. Phẫu diện này nằm gần làng Vương Gia Loan, khoảng 42 km về phía bắc địa cấp thị Nghi Xương, phía tây tỉnh Hồ Bắc, Trung Quốc. Nó nằm ở độ sâu 0,39m phía dưới đáy của tầng Quan Âm Kiều (观音桥, Kuanyinchiao) tại tọa độ 30°59′2,76″B 111°25′10,92″Đ / 30,98333°B 111,41667°Đ. Trước đó nó cũng đã được ICS nhất trí thông qua vào năm 2004.

## Các sự kiện chính
Như đề cập trên đây, dao động khí hậu lớn đã diễn ra trong thời gian của tầng Hirnant, mà người ta tin là đã gây ra sự kiện tuyệt chủng hàng loạt lớn kết thúc kỷ Ordovic. Khi tầng Hirnant bắt đầu, khí hậu Trái Đất nóng và mực nước biển cao hơn đáng kể so với ngày nay. Biển có sự đa dạng lớn về động vật. Tuy nhiên, có những chứng cứ đáng kể cho thấy nhiều loài đã gặp vấn đề khi tầng Hirnant bắt đầu và sự đa dạng sinh học tổng thể đã bắt đầu suy giảm rõ nét.
Khi khí hậu lạnh đi và các sông băng hình thành trong thời kỳ đầu của tầng Hirnant, mực nước biển rút xuống. Các ước tính về độ sâu của sự rút xuống này nằm trong khoảng từ trên 50 m (dựa trên các nghiên cứu tại Nevada và Utah) tới trên 100 m (từ các nghiên cứu tại Na Uy và Vương quốc Anh). Nghiên cứu gần đây chỉ ra sự sụt giảm toàn cầu trong mực nước biển là khoảng 80 m. Sự sụt giảm này làm khô kiệt và lộ ra một vùng thềm lục địa trước đó có nước nông và rộng lớn đã tồn tại trên khắp thế giới trong thời kỳ đó, dẫn tới sự tuyệt chủng của một lượng lớn các loài phụ thuộc vào môi trường nước nông. Những loài nào còn sống sót cũng trải qua một sự sụt giảm lớn về lượng. Kết quả tổng thể là sự suy giảm lớn trong sự đa dạng sinh học của đại dương thế giới.
Trong thời kỳ ngôi nhà băng này (như các nhà khoa học đôi khi gọi các thời kỳ băng giá và thời tiết lạnh lẽo toàn cầu), các loài sống sót bắt đầu thích ứng. Các loài môi trường lạnh thay thế chỗ của các loài môi trường nóng từng thịnh vượng trong thời kỳ nóng trước đó (ngôi nhà nóng theo một số nhà khoa học).
Tuy nhiên, ngay chỉ khi các loài đang thích ứng thì khí hậu lại một lần nữa thay đổi. Trong nửa sau của tầng Hirnant, nhiệt độ tăng lên và sông băng tan chảy, mực nước biển tăng tới cùng hay có lẽ hơn một chút so với trước khi có sự sông băng hóa. Các thềm lục địa lộ thiên bây giờ lại bị ngập lụt, tạo ra sự tuyệt chủng bổ sung cho quần động vật đã thoát khỏi đợt tuyệt chủng thứ nhất trước đó.

## Niên đại
Trong khi không có các niên đại chính xác định bằng phóng xạ cho tầng Hirnant thì có 2 niên đại tương tự như thế xác định khoảng thời gian cho tầng Hirnant. Cả hai niên đại này đều từ khu vực Dob Linn tại Anh.
Niên đại cổ hơn có từ các thành hệ đá phiến Hartfell địa phương. Ziricon tìm thấy trong tro trầm lắng tại khu vực này có niên đại khoảng 445,7 Ma, với sai số tối đa là cộng hay trừ 2,4 triệu năm.
Niên đại trẻ hơn có từ các thành hệ đá phiến Birkhill Silur sớm. Xác định niên đại bằng phóng xạ đặt các mẫu ziricon tìm thấy trong tro trầm lắng ở ngưỡng 438,7 Ma, với sai số tối đa là cộng hay trừ 2,1 triệu năm.
Với các thông số này làm cơ sở, các nhà khoa học có thể sử dụng các kỹ thuật tương quan sinh địa tầng để xác định các xấp xỉ gần đúng nhất về thời gian của các sự kiện khác nhau trong thời kỳ tầng Hirnant.

## Phân chia
Trong khi trong thực tiễn thông thường rất hiếm khi các nhà khoa học chính thức phân chia thời gian địa chất dưới mức bậc (tầng)/kỳ (mặc dù các phân bậc/phân tầng đôi khi cũng tồn tại), nhưng các đới có sự khác biệt sinh học (gọi là đới hay vùng sinh học) có thể cung cấp một cách thức được thừa nhận chung để xác định các cấp bậc phân chia nhỏ hơn. Các đới sinh học đại diện cho một khoảng thời gian trong đó các loài cụ thể hay nhóm các loài từng tồn tại và để lại các hóa thạch chứng minh cho sự tồn tại của chúng.
Đối với tầng Hirnant, người ta biết có 2 đới sinh học bút thạch (Graptolithina) và chúng có độ dài xấp xỉ bằng nhau. Đáy (bắt đầu) của tầng Hirnant được định nghĩa bằng sự xuất hiện lần đầu tiên trong hồ sơ địa chất của loài bút thạch Normalograptus extraordinarius, và vì thế đới sinh học Normalograptus extraordinarius định nghĩa phần sớm (dưới) của tầng Hirnant. Phần muộn (trên) được định nghĩa bằng sự xuất hiện lần đầu tiên của loài bút thạch Normalograptus persulptus, và đới sinh học Normalograptus persulptus kéo dài từ đó cho tới khi kết thúc tầng Hirnant. Nó cũng đánh dấu sự kết thúc kỷ Ordovic.
Các đới sinh học này cho phép tinh chỉnh bổ sung trong xác định niên đại các sự kiện xảy ra trong phạm vi tầng Hirnant.

## Cổ địa lý học
Cổ địa lý học thời kỳ tầng Hirnant gây tranh cãi và chứa đầy sự không chắc chắn. Điều này đặc biệt đúng khi người ta càng đi ngược trở lại xa hơn về quá khứ địa chất. Các thông tin sau đây chỉ là đại diện cho các quan điểm hiện thời của nhiều nhà khoa học mặc dù chúng vẫn chưa được các nhà khoa học khác công nhận hoặc còn gây tranh cãi lớn.
Trong thời kỳ tầng Hirnant, phần lớn các khối đất trên thế giới hợp lại cùng nhau thành một siêu lục địa gọi là Gondwana, chiếm vị trí tại các vĩ độ cực nam và che phủ cả Nam cực. Nó bao gồm các vùng đất đai ngày nay là Nam Mỹ, châu Phi, phần lớn Australia, Ấn Độ và châu Nam Cực. Khu vực ngày nay là Tây Phi khi đó nằm tại vùng cực nam, trong khi Nam Mỹ nằm cận kề, nối với châu Phi dọc theo vùng ngày nay là duyên hải phía tây của lục địa này. Dọc theo vùng ngày nay là duyên hải phía đông châu Phi là châu Nam Cực và Ấn Độ, trong khi Australia nằm ngay ở phía bắc chúng, trên khu vực đường xích đạo. Ở phía bắc Australia là New Guinea. Nó có thể là điểm phía bắc nhất của thế giới khi đó, nằm ngay trên vĩ tuyến 30 độ bắc. Ở phía bắc nó là một đại dương mênh mông rộng lớn, không bị gián đoạn, ngày nay gọi là đại dương Panthalassa.
Không kết nối với Gondwana là khu vực mà ngày nay là Bắc Mỹ; Florida, miền nam Georgia, vùng duyên hải của Mississippi, Alabama, Nam Carolina đều nêm vào khoảng trống giữa châu Phi và Nam Mỹ, và cũng nằm rất gần với Nam cực.
Phần còn lại của Bắc Mỹ (được các nhà khoa học gọi là Laurentia) nằm ở phía bắc và tây Gondwana, trong khu vực có vĩ độ thấp và khí hậu nóng ấm hơn, giống như Australia khi đó. Bị quay đi gần 45 độ từ hướng hiện tại của mình, vùng đất là các bang miền đông của Hoa Kỳ ngày nay khi đó nằm dọc theo vùng duyên hải đông nam của lục địa Gondwana, trong khi các khu vực duyên hải của các bang đông nam Hoa Kỳ ngày nay thì khi đó quay mặt về phía nam.
Ở phía đông của Laurentia, vượt qua một biển hẹp và dài là Baltica. Nó bao gồm các khu vực ngày nay là Na Uy, Thụy Điển, Phần Lan, Vương quốc Anh, Bỉ, Đan Mạch, Hà Lan, miền bắc Đức, miền đông Ireland và vùng lãnh thổ của Nga ở phía tây dãy núi Ural, khu vực này khi đó nằm trong khoảng từ xích đạo ở phía bắc tới vĩ độ trên 30 độ nam.
Kéo dài về phía tây từ mỏm cực tây nam của nó là vòng cung đảo, được các nhà khoa học gọi là Avalonia. Nó bao gồm các khu vực ngày nay là miền tây Ireland, vùng duyên hải phía đông của Newfoundland, Nova Scotia, New Brunswick, New England.

## Tương quan với các tầng khu vực
Tầng Hirnant hiện nay đại diện cho một tầng động vật (bậc địa tầng) được công nhận quốc tế với khởi đầu và kết thúc toàn cầu được liệt kê cụ thể và chi tiết. Tuy nhiên, nó khởi đầu trong thế kỷ 19 như là một tầng khu vực tại Vương quốc Anh, nơi ngày nay nó vẫn là như thế. Do các khu vực khác nhau trên thế giới có các phân chia cục bộ riêng cho niên đại địa chất của chính mình đối với các đơn vị dưới cấp kỷ, nên các tầng cục bộ có thể không trùng khớp với khái niệm tầng Hirnant. Danh mục dưới đây liệt kê sự tương quan giữa một số các tầng khu vực này với tầng Hirnant của ICS.
- Australasia – Tầng Hirnant là tương đương với xấp xỉ 20% phần đỉnh của thế Bolindian khu vực.
- Baltica – Tầng Hirnant là tương đương với 50% phần trên của tầng Porkuni khu vực.
- Trung Quốc – Tầng Hirnant là tương đương gần đúng với 25% phần trên của tầng Wufeng khu vực.
- Bắc Mỹ – Tầng Hirnant tương đương với tất cả tầng Gamachian khu vực.
- Anh – Tầng Hirnant là gần như tương đương với tầng Hirnant khu vực, bắt đầu hơi sớm hơn một chút (có thể tới 100.000 năm). Tầng Hirnant khu vực chiếm khoảng 20% phần trên của thế Ashgill.